# 複写機組立て技能士
複写機組立て技能士（ふくしゃきくみたてぎのうし）とは、国家資格である技能検定制度の一種で、都道府県知事（問題作成等は中央職業能力開発協会、試験の実施等は都道府県職業能力開発協会）が実施する、複写機組立てに関する学科及び実技試験に合格した者をいう。受検者減少のため2016年度より廃止になった。